# Brigitte Fossey
 (septembre 2024).
Pour les articles homonymes, voir Fossey.
Brigitte Fossey est une actrice française, née le 15 juin 1946 à Tourcoing (Nord).
Sa carrière commence avec Jeux interdits en 1951, alors qu'elle n'a que 5 ans, et se poursuit encore dans les années 2020, couvrant plus de 70 ans de cinéma et de théâtre.

## Biographie

### Carrière
« Cinéaste recherche petite fille de neuf à douze ans » : cette annonce va décider de la vie de Brigitte Fossey. Sa tante persuade sa mère de l'emmener au casting. Le réalisateur est séduit par sa spontanéité, son assurance : sans doute trop jeune pour connaitre le trac, elle est naturelle.

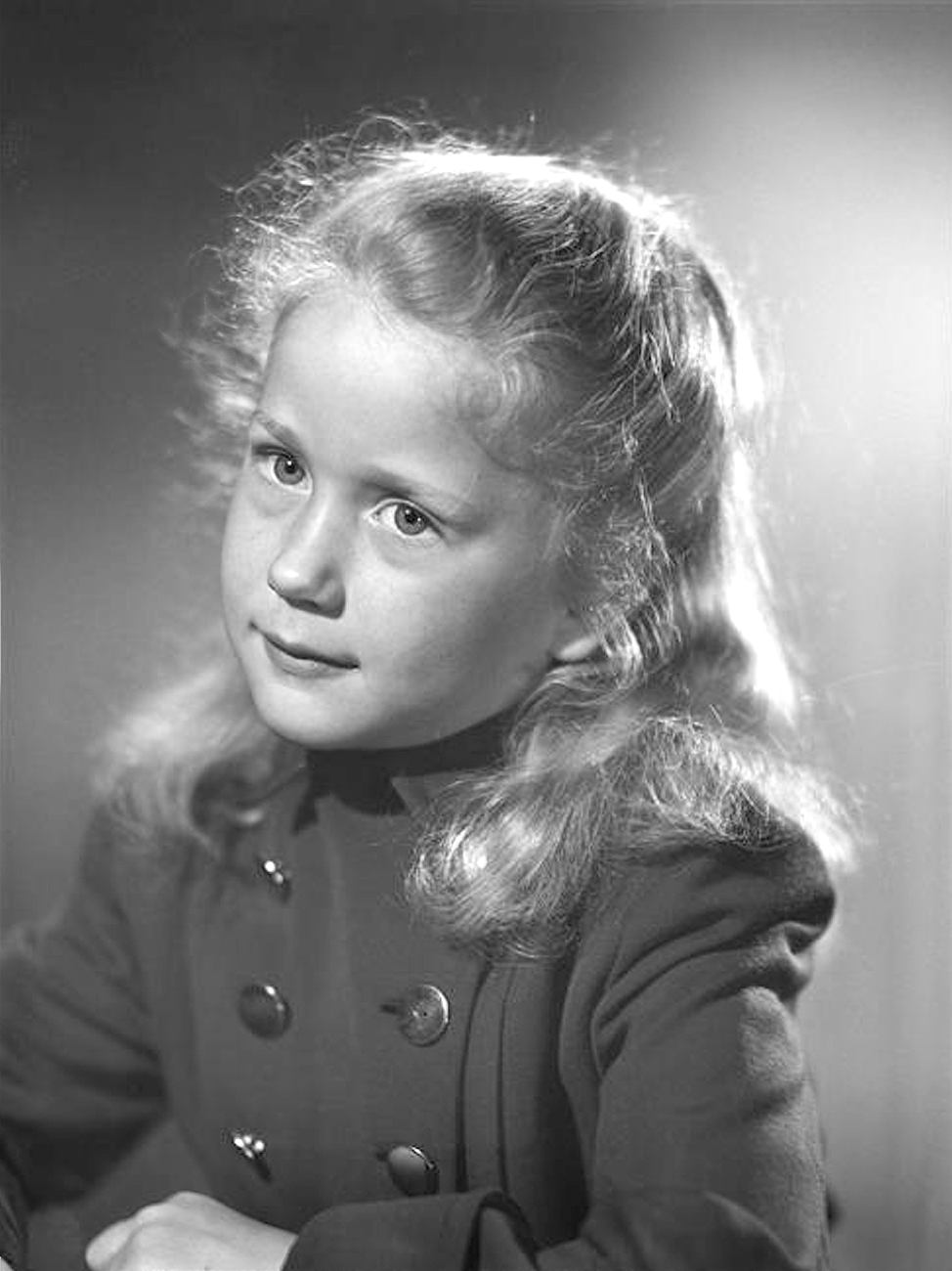
Brigitte Fossey à l'époque du film Jeux interdits (Studio Harcourt).

Sa carrière débute alors qu'elle n'a que cinq ans, avec le rôle de Paulette dans le film Jeux interdits réalisé par René Clément. Le succès est tel qu'elle est même présentée à la reine Élisabeth II. Elle connaît la gloire, les festivals, les présentations de mode enfantine. Lorsqu'elle a sept ans, ses parents souhaitant la protéger et voulant qu'elle poursuive l'école, l'inscrivent pour un an dans un pensionnat en Angleterre, dans un collège de Herne Bay. Elle continue de suivre des cours de danse à Roubaix, de pratiquer le piano à la maison. Elle tourne deux autres films (L'Amour d'une mère en 1954 et La Route joyeuse en 1956) et la famille s'installe à Paris où son père, professeur d'anglais, vient d'être muté.
Brigitte Fossey poursuit ses études, passe le baccalauréat, fait une année de classe préparatoire littéraire (hypokhâgne), un début de licence de philosophie, une école d'interprétariat à Genève.
Tenue éloignée des plateaux par ses parents, elle est cependant rappelée par la « profession » et continue en 1967 dans Le Grand Meaulnes.
Avec ses rôles dans les années 1970 et au début des années 1980 (Raphaël ou le Débauché, L'Ironie du sort, La Brigade, Les Valseuses, Calmos, Les Fleurs du miel, Le Pays bleu, L'Homme qui aimait les femmes, Un mauvais fils, Croque la vie, Le Jeune Marié), elle fut l'une des grandes vedettes de sa génération.
Malgré elle, s'impose le « cliché cheveux blonds, yeux pâles, sourire, pureté, douceur », celui de l'héroïne romantique après celui de l'enfant prodige. Elle va chercher à casser ces images en choisissant, au théâtre et au cinéma, des rôles ne correspondant pas à ces stéréotypes, rôles inattendus, ou simplement différents, par exemple avec des auteurs de théâtre tels qu'Eugène Ionesco, Anton Tchekhov, Jacques Audiberti.
Outre les ténors du cinéma français (Édouard Molinaro, Michel Deville, Bertrand Blier, Claude Lelouch, Benoît Jacquot, Jean-Charles Tacchella, Claude Sautet, François Truffaut), elle privilégia un cinéma d'auteurs exigeants (Joël Farges, René Gilson, Bertrand Van Effenterre). Elle joua également dans des films étrangers : La Cellule en verre de Hans W. Geißendörfer avec Helmut Griem, La Triple Mort du troisième personnage de Helvio Soto avec André Dussollier, Quintet de Robert Altman avec Paul Newman, Enigma de Jeannot Szwarc avec Martin Sheen et Sam Neill, Chanel solitaire de George Kaczender avec Marie-France Pisier et Timothy Dalton, L'Impératif de Krzysztof Zanussi avec Robert Powell, etc.
En 1980, elle connaît un grand succès dans le rôle de la douce mère de Sophie Marceau dans La Boum. Ce film est suivi par La Boum 2 en 1982.

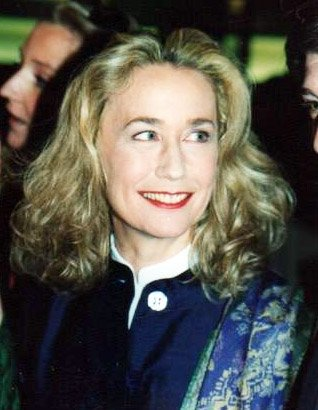
Brigitte Fossey en 1998 à la des César.

Elle a joué dans de nombreuses pièces de théâtre et connu le succès à la télévision grâce à deux sagas importantes : Les Gens de Mogador et Le Château des Oliviers, pour lequel elle obtint le 7 d'or de la meilleure actrice en 1994, ainsi que dans l'adaptation d'Au nom de tous les miens au côté de Michael York.

### Engagements
Brigitte Fossey soutient les actions d'ATD Quart Monde contre la pauvreté. Elle a notamment participé à la réalisation d'un disque, Paroles pour demain, en mai 2000.
Le 3 février 2023, elle déclare dans l'émission Chez Jordan soutenir la réforme des retraites proposée par le gouvernement Élisabeth Borne.
En décembre 2023, elle est signataire de la tribune en soutien à Gérard Depardieu alors accusé de viol, agression sexuelle et harcèlement sexuel.

### Vie privée
Elle a été mariée avec le cinéaste Jean-François Adam. De cette union est née l'actrice Marie Adam.
Elle vit désormais à Paris avec son nouveau mari, le chirurgien-dentiste Yves Samama.

## Filmographie

### Cinéma
- 1952 : Jeux interdits de René Clément : Paulette
- 1954 : L'Amour d'une mère (La corda d'acciaio) de Carlo Borghesio : Marcella
- 1956 : La Route joyeuse (The Happy Road) de Gene Kelly : Janine Duval
- 1967 : Le Grand Meaulnes de Jean-Gabriel Albicocco : Yvonne de Galais
- 1968 : Adieu l'ami de Jean Herman : Dominique Austerlitz, dite "Waterloo"
- 1970 : Raphaël ou le Débauché de Michel Deville : Bernardine
- 1970 : M comme Mathieu de Jean-François Adam : Jeanne/Murielle
- 1973 : L'Ironie du sort d'Édouard Molinaro : Ursula
- 1974 : Les Valseuses de Bertrand Blier : La femme du train
- 1974 : Erica Minor de Bertrand Van Effenterre : Anne
- 1974 : La Fille d'Amérique (The Crazy American Girl) de David Newman : Béatrice
- 1975 : La Brigade de René Gilson : Katia
- 1975 : Calmos de Bertrand Blier : Suzanne Dufour
- 1975 : Le Chant du départ de Pascal Aubier : Marguerite
- 1975 : Les Fleurs du miel de Claude Faraldo : Sylvie
- 1976 : Le Bon et les Méchants de Claude Lelouch : Dominique Blanchot-Deschamps
- 1976 : Les Enfants du placard de Benoît Jacquot : Juliette
- 1976 : Guerres civiles en France de Joël Farges (épisode La semaine sanglante) : Andrée Léo
- 1976 : Le Pays bleu de Jean-Charles Tacchella : Louise Morand
- 1976 : L'Homme qui aimait les femmes de François Truffaut : Geneviève Bigey
- 1977 : La Cellule en verre (Die gläserne Zelle) de Hans W. Geißendörfer : Lisa Braun
- 1978 : Mais ou et donc Ornicar de Bertrand Van Effenterre : Anne
- 1978 : L'Affaire suisse (Die Schweizer Affäre) de Max Peter Ammann (de) : Mireille Wabre
- 1978 : Quintet de Robert Altman : Vivia
- 1979 : Le Mouton noir de Jean-Pierre Moscardo : Béatrice
- 1979 : La Triple Mort du troisième personnage (La triple muerte del tercer personaje) de Helvio Soto : La française
- 1980 : La Boum de Claude Pinoteau : Françoise Beretton
- 1980 : Un mauvais fils de Claude Sautet : Catherine
- 1981 : Chanel solitaire (Coco Chanel) de George Kaczender : Adrienne
- 1981 : Croque la vie de Jean-Charles Tacchella : Catherine
- 1982 : L'Impératif (Imperativ) de Krzysztof Zanussi : Yvonne
- 1982 : Enigma de Jeannot Szwarc : Karen
- 1982 : La Boum 2 de Claude Pinoteau : Françoise Beretton
- 1983 : Le Bâtard de Bertrand Van Effenterre : La femme du contremaître
- 1983 : Xueiv de Patrick Brunie
- 1983 : Au nom de tous les miens de Robert Enrico : Dina Gray
- 1983 : Le Jeune Marié de Bernard Stora : Viviane
- 1983 : La Scarlatine de Gabriel Aghion : Nicole Palazzi
- 1983 : Un amour interdit de Jean-Pierre Dougnac : Elvire
- 1984 : L'Avenir d'Émilie (Flügel und Fesseln) de Helma Sanders-Brahms : Isabelle
- 1984 : Les Fausses Confidences de Daniel Moosmann : Araminte
- 1984 : Un cas d'inconscience (it) (Un caso d'incoscienza) de Emidio Greco : Elisabeth
- 1988 : Cinema Paradiso (Nuovo cinema Paradiso) de Giuseppe Tornatore (elle n'apparait que dans la version longue italienne) : Elena, adulte
- 1990 : 3615 code Père Noël de René Manzor : Julie
- 1991 : Le Cri du papillon (en) (Poslední motýl) de Karel Kachyňa : Vera
- 1991 : Les Enfants du naufrageur de Jérôme Foulon : Hélène
- 1992 : Un vampire au paradis de Abdelkrim Bahloul : Madame Belfond
- 2002 : Toujours tout droit, court-métrage de Manuel Moutier : La femme
- 2016 : Faut pas lui dire de Solange Cicurel : Violette
- 2016 : Absinthe, court-métrage de Michelle Figlarz : Grand-mère
- 2020 : La Mère Noël, court métrage de Brice Emiel
- 2021 : Le Chemin du bonheur de Nicolas Steil : Judith Askelevicz
- 2022 : Patrick Dewaere, mon héros, documentaire d'Alexandre Moix : Elle-même
- 2022 : Mon héroïne de Noémie Lefort : Jeanne

### Télévision
- 1971 : Crime et Châtiment de Stellio Lorenzi[8] : Sonia
- 1972 : Les Gens de Mogador de Robert Mazoyer : Dominique Vernet
- 1972 : Au théâtre ce soir : Une femme libre d'Armand Salacrou, mise en scène Jacques Mauclair, réalisation Pierre Sabbagh, Théâtre Marigny
- 1975 : Salvator et les Mohicans de Paris (d'Alexandre Dumas), série de Bernard Borderie : Olympe de Rieul
- 1975 : Les Grands Détectives de Jean Herman, épisode : Rendez-vous dans les ténèbres : Julia
- 1985 : L'Affaire Caillaux : Henriette Caillaux
- 1989 : L'Été de la révolution, de Lazare Iglésis : Marie-Antoinette
- 1992 : Das lange Gespräch mit dem Vogel (pl) de Krzysztof Zanussi : Elisabeth Halbritter
- 1993 : Le Château des Oliviers de Nicolas Gessner : Estelle Laborie
- 1996 : Une femme à suivre de Patrick Dewolf
- 1997 : Un et un font six de Franck Appréderis : Laurence
- 2008 : La Mort dans l'île de Philippe Setbon : Jeanne Borghese
- 2014 : Jusqu'au dernier, mini-série de François Velle : Hélène Latour
- 2015 : Commissaire Magellan - épisode Radio Saignac : Mme Gurievsky
- 2016 : Joséphine, ange gardien - épisode Le secret de Gabrielle : Gabrielle Chamant
- 2017 : Quartier des Banques, mini-série suisse : Blanche Grangier
- 2018 : Les Disparus de Valenciennes de Elsa Bennett et Hyppolyte Dard : Christiane Tortois
- 2018 : Un adultère de Philippe Harel : mère de Marie
- 2018 : Coup de foudre sur un air de Noël d'Alexandre Laurent : Monique
- 2019 : Temps de chien ! d'Édouard Deluc : Angèle
- 2022 : Enquête à cœur ouvert de Frank Van Passel : Françoise
- 2024 : Léo Mattéï, Brigade des mineurs, épisode Le Mensonge : Clo

## Théâtre
- 1966 : L'Été de Romain Weingarten, mise en scène Jean-François Adam, Théâtre de Poche Montparnasse
- 1972 : Macbett d'Eugène Ionesco, mise en scène Jacques Mauclair, Théâtre de l'Alliance française
- 1972 : Slag de David Hare, mise en scène Andréas Voutsinás, Théâtre Michel
- 1973 : Tartuffe de Molière, mise en scène Jean Meyer, Théâtre des Célestins, avec Jean Marais
- 1974 : Folies bourgeoises de Roger Planchon, mise en scène de l'auteur, Comédie de Saint-Étienne
- 1975 : A.A. Les Théâtres d'Arthur Adamov, mise en scène Roger Planchon, Théâtre national populaire Villeurbanne
- 1976 : Folies bourgeoises de Roger Planchon, mise en scène de l'auteur, Théâtre de la Porte-Saint-Martin
- 1980 : Dom Juan de Molière, mise en scène Roger Planchon, Théâtre national populaire Villeurbanne, Théâtre national de l'Odéon
- 1986 : Reviens Jimmy Dean, reviens d'Ed Graczyk (en), mise en scène Andréas Voutsinás, Théâtre de la Criée
- 1991 : À croquer ou l'ivre de cuisine de et mise en scène Robert Fortune, Théâtre Saint-Georges
- 1993 : Tempête sur le pays d’Égypte de Pierre Laville, mise en scène Jean-Claude Fall, Théâtre Gérard Philipe
- 1994 : Tempête sur le pays d’Égypte de Pierre Laville, mise en scène Jean-Claude Fall, Théâtre de la Gaîté-Montparnasse
- 1996 : La Délibération de Pierre Belfond, mise en scène Jean-Claude Idée, Théâtre Montparnasse
- 2000 : La Collection et L’Amant d'Harold Pinter, mise en scène Patrice Kerbrat, Centre national de création d'Orléans, Théâtre national de Chaillot
- 2000 : Paroles de Jacques Prévert, mise en scène Robert Fortune, Théâtre de l'Œuvre
- 2001 : L'Homme en question de Félicien Marceau, mise en scène Jean-Luc Tardieu, Théâtre de la Porte-Saint-Martin
- 2004 : Cocteau l'invisible vivant textes de Jean Cocteau, Maison de la Poésie
- 2004 : Grosse chaleur de Laurent Ruquier, mise en scène Patrice Leconte, Théâtre de la Renaissance
- 2009 : La Nuit de l'audience de Jean des Cars et Jean-Claude Idée, mise en scène Patrice Kerbrat, Théâtre Montparnasse
- 2017 : Lecture théâtralisée des poèmes de Salah Stétié au théâtre le Verbe Fou, Festival Off Avignon
- 2022 : Je t'écris moi non plus de Thierry Lassalle et Jean Franco, mise en scène Anne Bourgeois, tournée
- 2023 : La passion du verbe, récital poétique, mise en scène Serge Sarkissian, festival off d'Avignon, Théâtre La Luna
- 2023-2024 : La Fontaine en fables et en notes avec Danielle Laval, Théâtre de Poche-Montparnasse
- 2025 : Saint Augustin, dialogue avec Dieu, mise en scène Serge Sarkissian, Chapelle de l'oratoire festival off d'Avignon

## Documentaire
- 2016 : Brigitte Fossey, à cœur ouvert[9], produit par Adamis Production / Norbert Balit & Sacha Balit, sur Chérie 25.

## Doublage

### Cinéma

#### Films
- 1972 : Le Parrain (The Godfather) de Francis Ford Coppola : Kay Adams (Diane Keaton) (1er doublage)
- 1974 : Gatsby le Magnifique : Daisy Buchanan (Mia Farrow) (1er doublage)

## Distinctions

### Récompenses
- 1951 : prix d'interprétation féminine au Festival de Venise pour Jeux interdits de René Clément
- 7 d'or 1994 : Meilleure comédienne de fiction pour le Château des Oliviers
- Prix Reconnaissance des cinéphiles 2019 par l'association Souvenance de cinéphiles à Puget-Théniers[réf. nécessaire]

### Nominations
- César 1977 : César de la meilleure actrice dans un second rôle pour Le Bon et les Méchants
- César 1978 : César de la meilleure actrice pour Les Enfants du placard

### Décorations
- Chevalier de la Légion d'honneur (décret du 12 juillet 2002)
- Chevalier de l'ordre national du Mérite

## Publications
- Les Plus Beaux Poèmes d'Amour, Jean Daniel Belfon Éditeur
- Mon abécédaire spirituel par Brigitte Fossey, Le Cherche-Midi, Paris, 2012.  (ISBN 978-2-7491-1040-0)
- La Passion du Verbe, Editions Onesime 2016
- À la recherche de Victor Hugo, Editions Du Cerf, 2017